# Hymn Kuwejtu
An-Naszid al-watani (arab. النشيد الوطني, tłum. Hymn narodowy) – hymn państwowy Kuwejtu, przyjęty 25 lutego 1978. Autorem tekstu jest Ahmad Maszari al-Adwani, muzykę skomponował Ibrahim as-Soula.

## Tekst
| Transkrypcja arabska | Wersja zromanizowana | Polskie tłumaczenie |
| جوقة: وطني الكويت سلمت للمجد وعلى جبينك طالع السعد وطني الكويت وطني الكويت وطني الكويت سلمت للمجد ١ يا مهد آباءالأولو كتبوا سفرالخلود فنادت الشهب الله أكبر إنهم عرب طلعت كواكب جنة الخلد جوقة ۲ بوركت يا وطني الكويت لنا سكنا وعشت على المدى وطنا يفديك حر في حماك بنى صرح الحياة بأكرم الأيدي جوقة ٣ نحميك يا وطني وشاهدنا شرع الهدى والحق رائدنا وأميرنا للعز قائدنا رب الحمية صادق الوعد جوق | Jawqa: Waṭanī l-Kuwayt salimta li-l-majdi Wa-ʿalā jabīnika ṭālaʿa s-saʿdu Waṭanī l-Kuwayt waṭanī l-Kuwayt Waṭanī l-Kuwayt salimta li-l-majdi I Yā mahdu ābāʾu l-ʾūlā katabū Safar l-xulūdi fa-nādat aš-šuhubu Allāhu ʾakbaru ʾinnahum ʿArabu Ṭalaʿat Kawākibu jannati l-xuldi Jawqa II Būrikta yā waṭanī l-Kuwayt lanā Sakanan wa-ʿašta ʿalā l-mada waṭanan Yafdīka ḥurrun fī ḥamayka banā Ṣarhu l-ḥayati bi-ʾakrami l-ʾaydī Jawqa III Naḥmīka yā waṭanī wa-šāhidunā Šarʿu l-huda wa-l-ḥaqqu rāʾidunā Wa-Amīrunā li-l-izzi qāʾidunā Rabbu l-ḥamiyati ṣādiqu l-waʿdi Jawqa | Refren: Kuwejcie, mój kraju, bądź bezpieczny, chwalebny! Ciesz się zawsze szczęściem pomyślnym! Kuwejcie, ma ojczyzno, Kuwejcie, ma ojczyzno, Kuwejcie, mój kraju, bądź bezpieczny, chwalebny! I Jesteś kolebką mych przodków, co głosili historię. Z wieczystą dokładnością, ukazując całą nieskończoność, Allah jest wielki, to są ci Arabowie wspaniali, Co ukazali się niczym gwiazdy niebiańskie. Refren II Błogosławiona niech będzie ojczyzna ma, Kuwejt, Chroniona przez straże, wspaniała ziemia, Tworzącą wielką historię, ojczyzna ma, Kuwejt, Jesteśmy dla Ciebie, nasz kraju. Refren III Chronimy Cię, nasza ojczyzno, Podążając za wzorem wiary i prawa, Emir jest naszym przewodnikiem ku chwale, Prawdomówny i gorliwy nasz władca. Refren |